# Cyanerpes
Cyanerpes es un género de aves paseriformes perteneciente a la familia Thraupidae que agrupa a cuatro especies nativas de la América tropical (Neotrópico), donde se distribuyen desde el sur de México, por América Central y del Sur, hasta el oeste de Bolivia y sur de la Amazonia brasileña, también en el litoral oriental de Brasil, en Trinidad y Tobago y una población en Cuba de origen desconocida, probablemente introducida. A sus miembros se les conoce por el nombre común de mieleros o mieleritos y también tucusos, entre otros.

## Etimología
El nombre genérico masculino Cyanerpes se compone de las palabras griegas «kuanos»: azul oscuro, y «herpēs»: trepador.

## Características
Son pequeños y atractivos tráupidos, miden entre 11 y 12 cm de longitud, de colas notablemente cortas. Presentan fuerte dimorfismo sexual. Los machos son predominantemente azules con patas de colores brillantes (rojas o amarillas) y las hembras verdes estriadas por abajo. Las diferentes especies son parecidas entre sí.
Son aves tropicales que habitan principalmente en el dosel de los bosques húmedos. Como su nombre vulgar lo indica, son especialistas en alimentarse de néctar, para lo cual tienen un pico largo y curvado. Tampoco desprecian pequeños frutos azucarados, insectos y otros artrópodos. Pueden ser solitarios o andar en parejas, pequeños grupos o incluso formar grupos alimenticios con otras especies. Se reproducen en primavera y verano, poniendo dos huevos en un nido en lo alto de los árboles.

## Taxonomía
Los amplios estudios filogenéticos recientes demuestran que el presente género es pariente próximo de Tersina, y el clado formado por ambos es pariente de Dacnis, conformando una subfamilia Dacninae.

## Lista de especies
Según las clasificaciones del Congreso Ornitológico Internacional (IOC) y Clements Checklist v.2019, el género agrupa a las siguientes especies con el respectivo nombre popular de acuerdo con la Sociedad Española de Ornitología (SEO):
| Imagen | Nombre científico   | Autor                         | Nombre común         | EC (*) |
| ------ | ------------------- | ----------------------------- | -------------------- | ------ |
|        | Cyanerpes nitidus   | (Hartlaub), 1847              | mielerito piquicorto | LC     |
|        | Cyanerpes lucidus   | (P.L. Sclater & Salvin), 1859 | mielerito reluciente | LC     |
|        | Cyanerpes caeruleus | (Linnaeus), 1758              | mielerito cerúleo    | LC     |
|        | Cyanerpes cyaneus   | (Linnaeus), 1766              | mielerito patirrojo  | LC     |

(*) Estado de conservación